# Leptanthura micrura
Leptanthura micrura är en kräftdjursart som beskrevs av Brian Frederick Kensley 1982. Leptanthura micrura ingår i släktet Leptanthura och familjen Leptanthuridae. Inga underarter finns listade i Catalogue of Life.